# Fish (zpěvák)
Derek William Dick, více znám jako Fish (* 25. dubna 1958 v Dalkeith, Midlothian), je skotský progressive rockový zpěvák, textař a příležitostný herec (např. se objevil ve filmu 9 Dead Gay Guys). V letech 1981 až 1988 byl hlavním zpěvákem a textařem neoprogové skupiny Marillion. S kapelou vydal 11 britských Top 40 singlů, včetně Top Ten singlů "Kayleigh", "Lavender" a "Incommunicado" a pět Top Ten alb, včetně čísla jedna s albem Misplaced Childhood. Ve své sólové kariéře Fish prozkoumal současný pop a tradiční folk a vydal dalších pět Top 40 singlů a Top 10 album.

## Biografie
Dříve než vstoupil Fish v roce 1981 do povědomí veřejnosti jako člen skupiny Marillion, pracoval jako zahradník a lesní dělník. Skupina měla několik úspěchů v britských žebříčcích, v roce 1985 s Kayleigh a Lavender a pak v roce 1987 s Incommunicado. Fish odešel od Marillion v roce 1988, aby zahájil svou sólovou kariéru.
Někdy býval srovnáván s Peterem Gabrielem, sólovým zpěvákem skupiny Genesis ze 70. let. Mnohé z pozdějších Fishových skladeb obsahují úseky recitovaných textů, kratší příklady takových textů jsou i na dřívějších albech Marillion.
Uváděl páteční ranní radiovou show Fish on Friday pro digitální rozhlasovou stanici Planet Rock. Když této stanici hrozilo zavření, Malcolm Bluemel s pomocí Fishe, Tony Iommiho, Iana Andersona a Gary Moorea pomohli tuto stanici zachránit tím, že ji koupili.
Jeho poslední studiové album 13th Star bylo vydáno 12. září 2007 jako speciálně balené předprodejní album, které bylo možné objednat přímo z jeho webové stránky. Britské turné k tomuto albu, podporované skupinou Glyder, následovalo v březnu 2008.
V červnu 2008 zahájil své první severoamerické turné po 11 letech (ačkoliv měl za sebou už 6 vystoupení na východním pobřeží USA v roce 2000).
Podle něj samotného, jeho přezdívka vznikla tak, že trávil mnoho času ve vaně. Fish má jednu dceru, která se jmenuje Tara.

## Vydavatelství

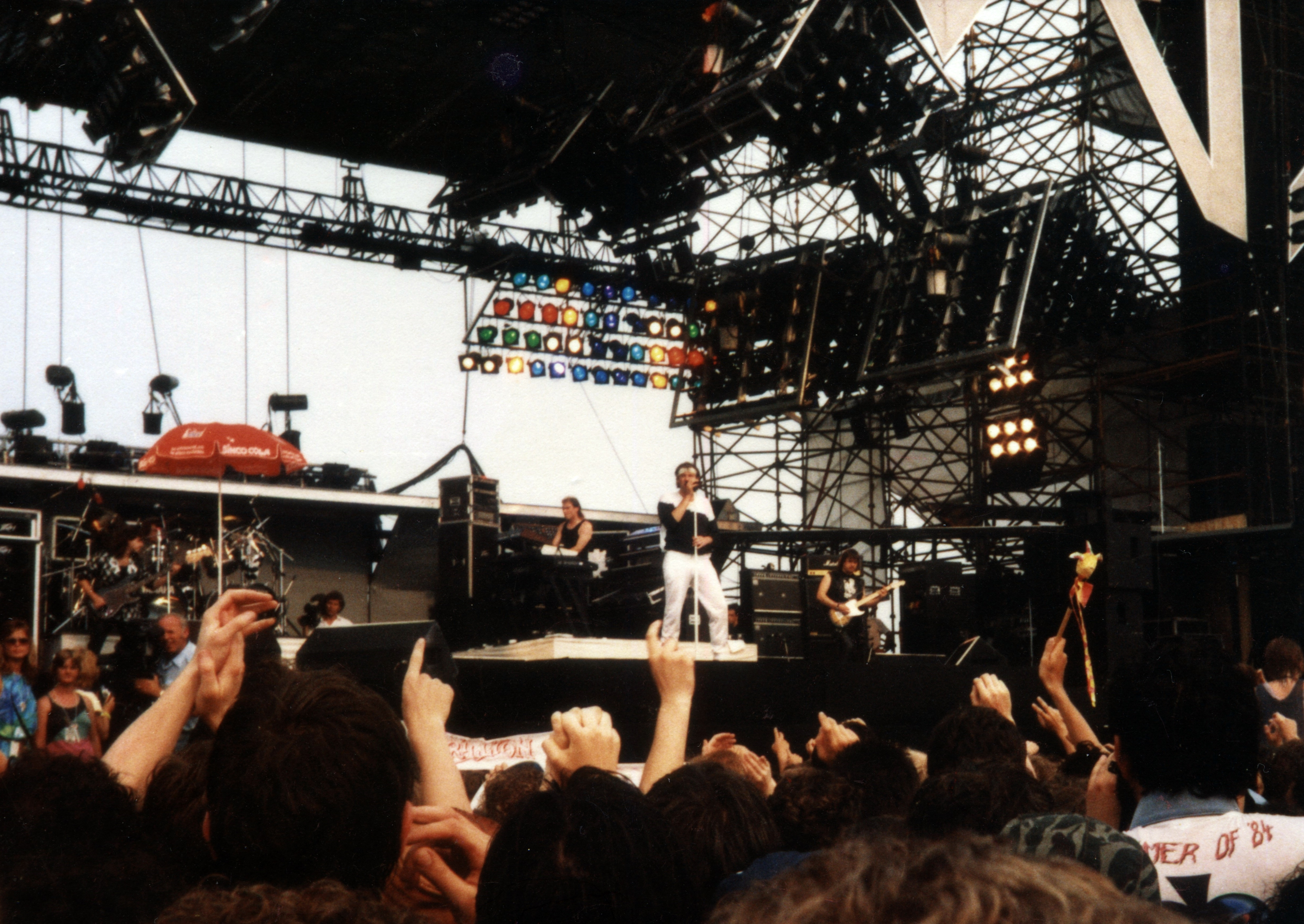
Fish s Marillion jako předkapela pro Queen (Maimarktgelände Mannheim, Německo, 21. června 1986)

Po soudním sporu s EMI a neúspěšné smlouvě s vydavatelstvím Polydor, založil v roce 1993 Fish svou vlastní značku Dick Bros Record Company, kterou později prodal vydavatelství Roadrunner Records. V roce 2001 založil ještě značku Chocolate Frog Records. V roce 2005 Fish podepsal smlouvu se značkou Snapper Music. Má malou ale oddanou základnu fanoušků, kterým se říká Fishheads, mnozí z nich se zúčastňují online diskuzí a cestují přes celý svět, aby se každé dva roky zúčastnili klubového shromáždění.

## Ocenění
V květnu 2008, dostala Fishova Planet Rock show Stříbrnou cenu 'Music Broadcaster of the Year' v UK Sony Radio Academy Awards 2008. Společně s Gary Mooreem dostal v červnu 2008 cenu New York Festivals Radio Broadcasting Awards Gold World Medal v kategorii "Pravidelně vysílané hudební pořady" za jejich představení na Planet Rock.

## Diskografie

### Studiová alba
- 1990 Vigil in a Wilderness of Mirrors
- 1991 Internal Exile
- 1993 Songs from the Mirror (coververze)
- 1994 Suits
- 1997 Sunsets on Empire
- 1999 Raingods with Zippos
- 2001 Fellini Days
- 2004 Field of Crows
- 2007 13th Star (limitovaná edice)
- 2013 A Feast of Consequences

### Koncertní alba
- 1993 Pigpen's Birthday
- 1993 Derek Dick and his Amazing Electric Bear
- 1993 Uncle Fish and the Crypt Creepers
- 1993 For Whom the Bells Toll
- 1993 Toiling in the Reeperbahn
- 1994 Sushi
- 1996 Fish Head Curry (limitovaná edice, pouze 5.000 kopií)
- 1996 Krakow
- 1998 Tales from the Big Bus
- 1999 The Complete BBC Sessions
- 2000 Candlelight in Fog (limitovaná edice, pouze 3.000 kopií)
- 2001 Sashimi
- 2002 Fellini Nights
- 2002 Mixed Company
- 2005 Scattering Crows
- 2006 Return to Childhood
- 2007 Communion
- 2012 Leamington Spa Convention
- 2016 The Moveable Feast
- 2017 Farewell to Childhood

### Kompilace
- 1995 Yin
- 1995 Yang
- 1998 Kettle of Fish (88-98)
- 2005 Bouillabaisse

### Singly
- 1986 Shortcut To Somewhere (Fish & Tony Banks)
- 1989 State of Mind
- 1989 Big Wedge
- 1990 A Gentleman's Excuse Me
- 1990 The Company (Pouze v Německu)
- 1991 Internal Exile
- 1991 Credo
- 1992 Something In The Air
- 1992 Never Mind The Bullocks feat. Hold Your Head Up
- 1994 Lady Let It Lie
- 1994 Fortunes of War
- 1995 Just Good Friends (feat. Sam Brown)
- 1997 Brother 52
- 1997 Change of Heart
- 1999 Incomplete (feat. Liz Antwi)
- 2008 Arc of the Curve
- 2008 Zoe 25
- 2014 Blind to the Beautiful